# Hrabstwo Greene (Wirginia)

Piramida wieku hrabstwa

Hrabstwo Greene – hrabstwo w USA, w stanie Wirginia, według spisu z 2000 roku liczba ludności wynosiła 15244. Siedzibą hrabstwa jest Stanardsville.

## Geografia
Według spisu hrabstwo zajmuje powierzchnię 407 km², z czego 406 km² stanowią lądy, a 1 km² stanowią wody.

### Miasta
- Stanardsville

### CDP
- Ruckersville
- Twin Lakes